# Битка за Сјеницу (1941)
Битка за Сјеницу се одиграла између снага југословенских партизана с једне стране и снага санџачке муслиманске милиције и градске милиције у Сјеници, на територији италијанског гувернората за Црну Гору.

## Позадина
Крајем Априлског рата и капитулацијом Краљевине Југославије, простор Санџака је био предмет територијалних претензија свих учесница рата. Муслимани су жељели да ову област анексира Независна Држава Хрватска, која је вршила геноцидну политику према Србима и Ромима. С друге стране, Њемци су је сматрали дјелом своје окупационе зоне, а Италијани захтјевали контролу над читавим подручијем, док су Албанци жељели да припадне Краљевини Албанији. Четници и партизани су се борили да област остане дио Југославије. Према споразуму из јула 1941. године, Сјеница је прикључена италијанском гувернаторату за Црну Гору.
Хасан Звиздић је био имућни трговац из Сјенице, постао је градски гувернер, наоружао бројне локалне муслимане и организовао их као дио муслиманске милиције Санџака током рата.У децембру 1941. године, Звиздић је одбио да дозволи мирно заузимање Сјенице од стране партизана, додајући да има команду над око 5 000 припадника милиције који ће пружити отпор Партизанима или Четницима ако покушају да ослободе град.

## Партизанске снаге
Припадници Народноослободилачке војске Југославије који су напали град, били су припадници 2. таковске чете, под командом Тадије Андрића, као и припадници дјелова београдске чете и српско-санџачке чете под командама Владимира Кнежевића Волође и Петра Стамболића.Команда београдске чете је била против напада али је надгласана.
23. новембра 1941. године, партизани су заробили и стријељали неколико четника близу Нове Вароши. Овај чин је оштетио углед партизана у очима бројних Срба из Сјенице. Као резултат тога, бројни Срби из Сјенице су се придружили муслиманској милицији у одбрани града од партизана.

## Битка
Напад на Сјеницу је почео 22. децембра 1941. године у 4:30 ујутро. Температура је била -20°C са око 1 метар висине снијега. Партизани су напали град из три правца. Првобитно, београдска чета је успјела да продре у град и заузме његов центар.Партизани су наишли на јак отпор у периоду од 8 до 10 сати ујутро, а грађани су их чак поливали кључалом водом са прозора својих кућа.Београдска чета је успјела да се повуче из града тек након 11 сати прије подне и да дође до Нове Вароши тек дан касније, 23. децембра, због 4 тешко рањена партизана које су повлачили са собом.
Друге двије чете нијесу успјеле да изврше своје задатке зато што су одбијене на периферији града.Са друге стране су у одбијању напада у помоћ Звиздићевом одреду муслиманске милиције пристигли одред из Пријепоља, под командом Сулејмана Пачариза, као и одред из Тутина под командом Џемаила Коничанина.
Комунистичке жртве су укључивале Тадију Андрића, команданта 2. таковске чете.

## Након битке
Јосип Броз Тито је критиковао напад партизана на Сјеницу, који је, према његовом ставу, био противан наређењима врховног штаба и Комунистичке партије.Београдски батаљон је изгубио трећину људства, а прибојске и сјеничке чете су престале да постоје након битке. Још један пораз је нанио тежак ударац већ слабом моралу партизана на овом подручију. Због напада на Сјеницу, Италијани су затворили границу на подручију Плав-Рожаје-Тутин и наоружали дио локалног муслиманског становништва у овом подручију.Ратни заробљеници су држани у Сјеници до фебруара 1942. године, када је Звиздић, по италијанском наређењу, послао 23 заробљеника за Пријепоље. До Пријепоља су их повели Пачариз и његови људи. Заробљеници су носили оскудну и танку одјећу, што је довело до неколико случајева губљења удова при промрзлинама. Неки од заробљеника су биле жене које су мучене и силоване. 4 заробљеника су размјењена са партизанима, 2 су откупљена од Пачариза, а 17 их је стријељано од Италијана у Пријепољу.